# Universitat París Cité
La Universitat París Cité és una universitat situada a la ciutat francesa de París. És el resultat de la fusió de les universitats de París Descartes i Diderot l'any 2019.
La Universitat de París té tres facultats:
- Facultat de Ciències de la Salut (la Faculté de Santé)
- Facultat de Ciències Socials i Humanitats (la Faculté des Sociétés et Humanités)
- Facultat de Ciències Naturals (la Faculté des Sciences).